# Elternunterhalt
Elternunterhalt ist der deutsche Rechtsbegriff für die rechtliche Verpflichtung von Kindern und (indirekt) auch Schwiegerkindern, im Rahmen ihrer finanziellen Möglichkeiten durch Unterhaltszahlungen den Lebensbedarf der (Schwieger-)Eltern zu sichern. Eine solche Verpflichtung existiert auch in Österreich. In der Schweiz heißt sie Verwandtenunterstützung.
Die Rechtsgrundlage für diese Ansprüche gegen erwachsene Kinder ergibt sich in Deutschland unter anderem aus den §§ 1601 ff., hinsichtlich der Einstandspflicht der Kinder, insbesondere § 1601 und § 1602 Abs. 1 BGB.

## Unterhalt bei Pflegebedürftigkeit
Die Frage des Elternunterhalts stellt sich in der Praxis häufig dann, wenn die Eltern oder ein Elternteil in einem Alters- oder Pflegeheim untergebracht sind. Nach Einsatz des eigenen Einkommens und des eigenen Vermögens sowie Zahlungen der Pflegeversicherung, die je nach gewährter Pflegestufe einen Teil der Aufwendungen für die Pflegebedürftigkeit zahlt, sowie Zahlungen von Pflegewohngeld bleibt oftmals noch eine Deckungslücke.

## Vorleistung durch Sozialhilfeträger
Die Differenz zwischen dem Einkommen und den Heimkosten wird in der Praxis häufig zunächst vom Sozialamt übernommen. Der Unterhaltsanspruch der Eltern, die nunmehr Sozialhilfeempfänger geworden sind, geht auf die Behörde über (§ 94 SGB XII), sobald und soweit diese Leistungen erbringt. An dieser Stelle können die Sozialämter die Kinder in Zahlungsregress nehmen. Dazu prüft das Sozialamt zunächst, ob von den (erwachsenen) Kindern Elternunterhalt verlangt werden kann. Dazu wird von den Kindern häufig zunächst eine Auskunft über deren Einkommens- und Vermögensverhältnisse verlangt, gleichzeitig wird ihnen eine Rechtswahrungsanzeige zugeschickt. Dem Sozialamt gegenüber müssen die Einkommens- und Vermögensverhältnisse nach § 1605 BGB dargelegt werden. Dies kann im übersandten Fragebogen oder als frei formulierter Text geschehen. Danach werden die unterhaltspflichtigen Kinder über das Ergebnis informiert.

## Unterhaltsanspruch nach Familienrecht
Für den Unterhaltsanspruch gelten die allgemeinen familienrechtlichen Vorschriften, so dass neben der Bedürftigkeit des Elternteiles auch die Leistungsfähigkeit des Kindes gegeben sein muss. Diesem muss nicht nur der sogenannte Selbstbehalt verbleiben, sondern es können auch vorrangige Unterhaltspflichten gegenüber den eigenen Kindern oder dem (Ex-)Ehegatten bestehen (§ 1609 BGB). Auch hat die eigene Altersvorsorge grundsätzlich Vorrang vor dem Elternunterhalt. So darf der ggf. zum Unterhalt Verpflichtete (Unterhaltsschuldner) (neben der gesetzlichen Rentenversicherung) weitere fünf Prozent seines Bruttoeinkommens über das gesamte Erwerbsleben hinweg für die eigene Altersvorsorge verwenden. Diese Summe bleibt beim Elternunterhalt unberücksichtigt.
Wird ein Unterhaltspflichtiger wegen Elternunterhalts herangezogen, so ist bei der Feststellung seiner Leistungsfähigkeit der Wert einer angemessenen selbst genutzten Immobilie ebenfalls grundsätzlich nicht zu berücksichtigen (sog. Schonvermögen). Dies hat der Bundesgerichtshof am 7. August 2013 entschieden (Az.: XII ZB 269/12). Nach Ansicht des BGH ist die Verwertung der Immobilie dem Unterhaltspflichtigen nicht zuzumuten.
Kinder können ihren Eltern gegenüber auch dann unterhaltspflichtig sein, wenn sie jahrelang keinen Kontakt zu ihren Eltern hatten. Das geht aus einer Entscheidung des Bundesgerichtshofs (BGH) im Februar 2014 hervor.
Im August 2019 kündigte die deutsche Regierung an, der Elternunterhalt für pflegebedürftige Eltern solle nur noch für Kinder mit Jahreseinkommen über 100.000 Euro gelten.
Am 29. November 2019 stimmte der Bundesrat dem Angehörigen-Entlastungsgesetz zu, das der Bundestag am 7. November verabschiedet hatte. Nach Unterzeichnung durch den Bundespräsidenten und Verkündung im Bundesgesetzblatt konnte das Gesetz wie geplant zum 1. Januar 2020 in Kraft treten.

## Verfahren beim Sozialhilfeträger
Über etwaige Unterhaltspflichten kann die Behörde nicht durch Verwaltungsakt entscheiden, sondern muss diese vor dem Familiengericht einklagen. Für die Behörde gilt damit nichts anderes als für den Elternteil auch, der von seinem Abkömmling Unterhalt verlangt.
Wenn ein Unterhaltsanspruch familienrechtlich besteht, kann er dennoch sozialrechtlich ausgeschlossen sein. Eine Zahlungspflicht verneint § 94 Abs. 3 SGB XII z. B. dann, wenn für den Unterhaltspflichtigen eine unzumutbare Härte entstünde.

## Ausschluss bei Sozialleistungen
Sozialhilfebedürftigkeit und Unterhaltbedürftigkeit sind nicht immer identisch; d. h. nicht für jede Leistung des Sozialhilfeträgers an bedürftige Eltern können die Kinder in Regress genommen werden. Insbesondere bei Leistungen der Grundsicherung im Alter und bei Erwerbsminderung ist ein Rückgriff auf die Kinder in der Regel nicht möglich (§ 43 Abs. 2 SGB XII).

## Verschiedene Rechtsfragen
Mehrere Kinder haften anteilig nach Maßgabe ihrer jeweiligen Erwerbs- und Vermögensverhältnisse (§ 1606 Abs. 3 Satz 1 BGB).
Sind von den Eltern den Kindern oder anderen Personen innerhalb der letzten zehn Jahre größere Schenkungen zugewandt worden, besteht die Möglichkeit, dass sie zurückgefordert werden können, § 528 BGB.
Vertragliche Unterhaltsansprüche, z. B. aus Altenteilverträgen, gehen der Rückforderung von Schenkungen und der gesetzlichen Unterhaltspflicht der Kinder vor.
In § 1611 BGB sieht das Gesetz Schranken für die Unterhaltspflicht der Kinder gegenüber den Eltern vor, wenn es sich bei der Inanspruchnahme der Kinder für diese um eine unbillige Härte handeln würde. Das Gesetz nennt hierfür mehrere Gründe. In der Praxis besonders bedeutsam ist der Fall, dass der Unterhaltsberechtigte den Unterhaltspflichtigen gröblich vernachlässigt oder er sonst eine schwere Verfehlung ihm gegenüber begangen hat. Dann haben die Kinder grundsätzlich nur einen Teil der vollen Unterhaltsleistung zu erbringen. Wäre die Unterhaltspflicht grob unbillig, entfiele sie sogar ganz.
Ausgenommen ist die krankheitsbedingte Vernachlässigung. Der Bundesgerichtshof entschied dazu am 15. September 2010, dass eine Vernachlässigung des Kindes aufgrund einer psychischen Erkrankung dessen Unterhaltspflicht nicht entfallen lasse. Die diesbezügliche Belastung des Kindes sei schicksalsbedingt und von der familiären Solidarität umfasst; sie rechtfertige es nicht, bei einer späteren Bedürftigkeit des Elternteils die Unterhaltslast dem Staat aufzubürden. Das gelte auch, wenn über mehrere Jahrzehnte hinweg kein Kontakt mehr zu dem Elternteil bestanden habe und der Sozialhilfeträger den Unterhalt aus übergegangenem Recht für die Kosten der Unterbringung des mittlerweile pflegebedürftig gewordenen Elternteils gegenüber dem Kind geltend mache. Anders sei es nur, wenn es für die Vernachlässigung des Kindes einen „erkennbaren Bezug zum Handeln des Staates“ gebe und diese beispielsweise durch eine kriegsbedingte Abwesenheit entstanden sei.
2014 entschied der BGH, ein Unterhaltsanspruch der Eltern gegen ihre Kinder bestehe auch dann, wenn der Kontakt jahrzehntelang abgebrochen war; dies sei lediglich eine Verfehlung, aber keine schwere.
Wenn ein Arbeitnehmer zur Zahlung von Elternunterhalt verpflichtet ist oder kurz vor der Inanspruchnahme steht, so muss dies der Arbeitgeber bei seiner Sozialauswahl nach § 1 KSchG bei einer betriebsbedingten Kündigung berücksichtigen.

## Enkelunterhalt, das Überspringen einer Generation
Grundsätzlich besteht nach § 1601 BGB auch eine Unterhaltspflicht der Enkel gegenüber ihren Großeltern. In der Regel beantragen aber die Großeltern Sozialhilfe, wenn sie mit ihrem Einkommen und Vermögen z. B. nicht die hohen Kosten des Pflegeheims bestreiten können. Der Unterhaltsanspruch der Großeltern geht nach § 94 SGB XII aber nicht auf den Sozialhilfeträger über. Die Enkel müssen also nicht für die Pflegekosten der Großeltern aufkommen.